# مقاطعة كولومبيا (أوريغون)
مقاطعة كولومبيا (بالإنجليزية: Columbia County)‏ هي إحدى مقاطعات ولاية أوريغون في الولايات المتحدة الأمريكية. 
تمت تسميتها بهذه الاسم على اسم نهر كولومبيا الذي يشكل حدودها الشرقية والشمالية. اعتباراً من سنة 2010 كان عدد سكانها 49,351 نسمة, مقر المقاطعة هو سانت هليلينز

## أعلام
- روبرت كورنثويت